# Ducson (motocicletas)
Ducson fue una marca española de motocicletas , fabricadas entre 1954 y 1988 en Barcelona, (España).
Las motocicletas Ducson se caracterizaron por su fiabilidad y prestaciones, siendo recordadas como algunos de los más bellas y tecnológicamente avanzadas jamás fabricados.

## Historia

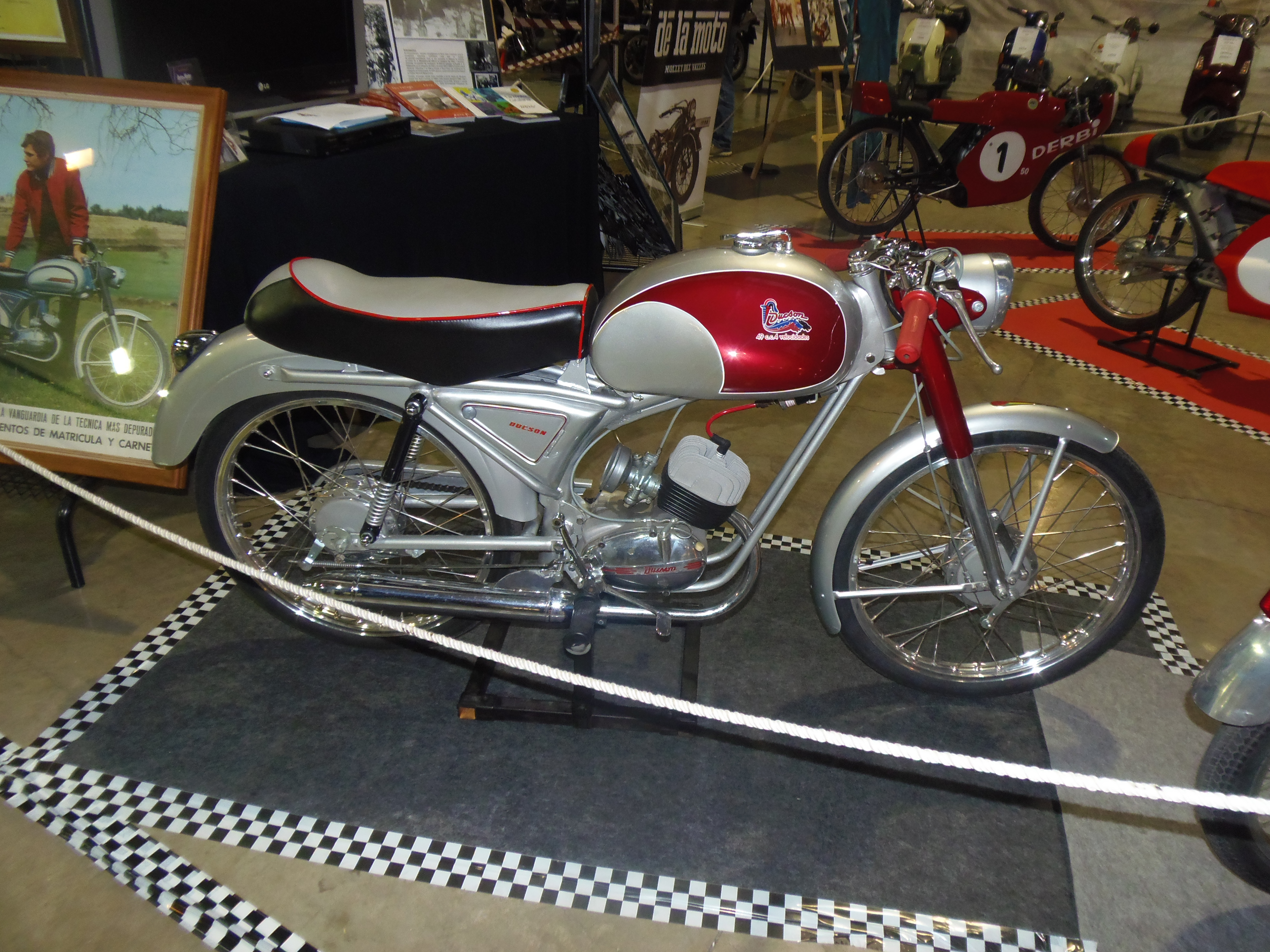
Ducson de 49cc, circa 1962

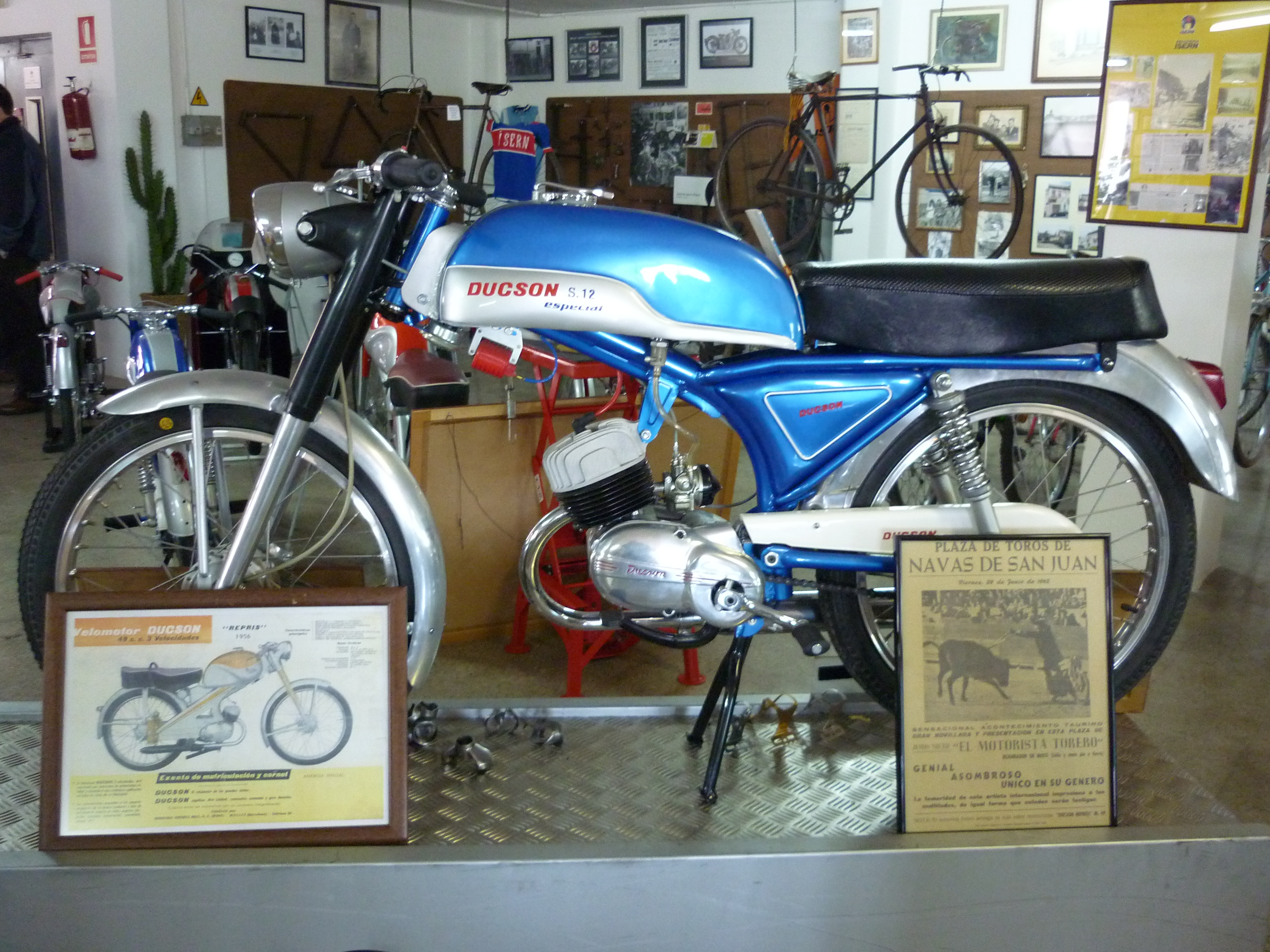
Ducson S12 Especial de 49cc, circa 1962

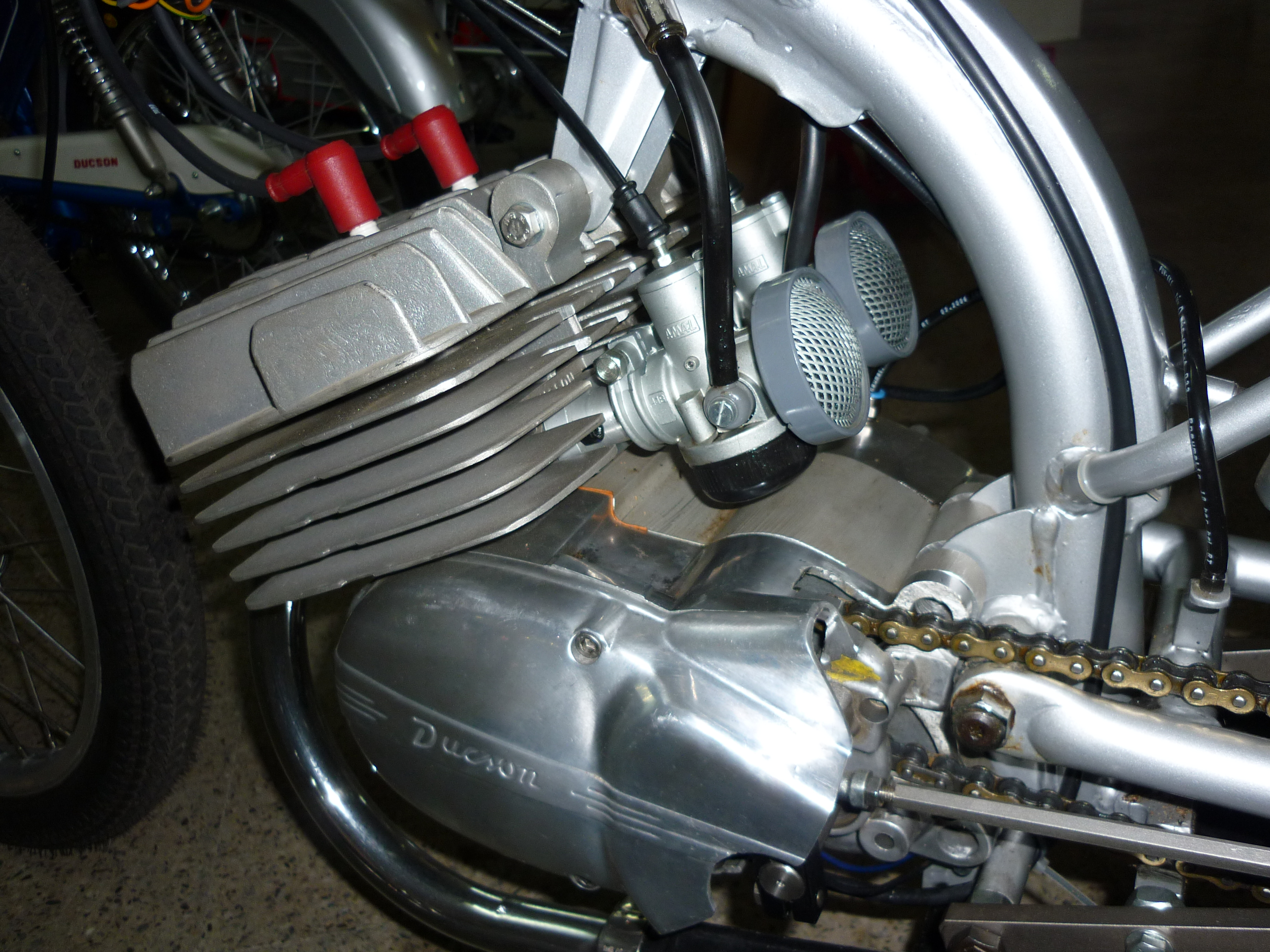
Motor Ducson bicilíndrico de competición

La historia de ICSSA y la de Derbi,  el otro famoso fabricante de motocicletas de Mollet, tienen un origen común: en 1925 Simeó Rabasa fundó, junto con su cuñado Vicenç Solá
, el taller de bicicletas Rabasa-Solá en la planta baja de Can Solá (casa situada frente a la Iglesia de San Vicente, en Mollet del Vallés). Después de cuatro años, en 1929, Simeó Rabasa y Vincenç Solá se separaron: Rabasa montó su taller, Bicicletas Rabasa (embrión de la futura Derbi), en unos terrenos de Martorelles y Solá permaneció en los bajos de su casa.
Hacia 1950, Solá fundó la empresa Industria Ciclista Vicente Solá, que cambió su nombre en 1957 por Industria Ciclista Solá SA (ICSSA). En 1962, Vincenç se jubiló y la empresa pasó a manos de sus hijos Andreu y Josep Solá i Rabasa.

### Inicio: bicicletas y componentes
La empresa se consolidó durante años en la producción de bicicletas, pasando a comienzos de los 50 a producir componentes para la industria auxiliar de la bicicleta, ciclomotor y motocicleta. Así, ICSSA se dedicó a fabricar elementos de chapa estampada tales como cuadros, guardabarros, depósitos y muchos otros elementos característicos del mundo de las dos ruedas, convirtiéndose en el principal proveedor de horquillas de suspensión para bicicletas equipadas con motor auxiliar (muy populares en los años 40 y 50).

### 1954, el primer Ducson
Contando ya con la infraestructura necesaria y algunos de los elementos de chapa que fabricaba, la dirección tomó la decisión de presentar en 1954 el primer ciclomotor Ducson. Este primer modelo contaba con el popular motor Mosquito de la época, de 49cc y transmisión mediante rodillo de contacto.
Al año siguiente este modelo se vio reemplazado por el Setter (con motor de esta marca, fabricado en Elche), también de 49 cc, sin variantes en el chasis, pero sí en el cambio del motor.
Estos dos intentos dieron paso en 1958 a un nuevo modelo de ciclomotor, adoptando prácticamente el mismo chasis que el modelo anterior, pero con la adición de suspensión trasera y un nuevo motor probado en la competición de ciclomotores.

### 1960, Ducson Repris
En 1960 la marca ya contaba con bastante experiencia en competición, lo que le permitió realizar un modelo nuevo, el Ducson Repris, también con un motor de  49cc,  que desarrollaba una potencia de 3CV y llegaba a los 80 km/h de velocidad máxima. Este modelo, con chasis de chapa estampada, tuvo gran aceptación debido a su diseño elegante y de vanguardia. La Repris era una de las motocicletas de pequeña cilindrada más rápidas y potentes de la época, siendo a comienzos de los 60 una de las favoritas entre los aficionados a la velocidad, junto con la Bultaco Metralla de 200cc en el sector de la cilindrada media.
En 1962 aparecieron dos nuevos modelos, el 49 y el 49 Sport, que cambiaron el chasis respecto a los modelos anteriores, ahora ya de tipo cuna y espina de pescado. El modelo 49 compartía el motor con el antiguo Repris pero el 49 Sport montaba otro que desarrollaba una potencia de 4,5CV y llegaba a los 90 km/h de velocidad punta.
Desde este momento, se comenzaron a suceder una serie de modelos con variaciones meramente estéticas respecto a los de 1962, con denominaciones S8, S9, S10, S12, S15, S16 para los modelos de carretera y S20, S21 y S30 para los de fuera de asfalto.

### Decadencia en los años 70
A partir de entonces la empresa se comenzó a orientar poco a poco hacia la estampación de elementos para automoción. La falta de recursos empleados en esa época en el sector del ciclomotor, acompañada por la disminución de la demanda (que comenzaba a reorientarse hacia el automóvil), provocó el desfallecimiento de la marca en el mercado del ciclomotor. A pesar de todo, en 1981 tuvo lugar un nuevo intento de revitalizar el mercado con el lanzamiento de dos nuevos modelos: el Ducson automático de ciudad y el XL 50 para fuera de carretera, ambos dotados de motores italianos Franco Morini. Estos dos fueron los últimos modelos de ciclomotor producidos por la empresa.
Por último, en 1988  se abandonó la producción de ciclomotores y la empresa retomó su anterior actividad,  regresando a la fabricación de componentes para la industria motociclista durante varios años, tras los que cerró las puertas definitivamente.

## Competición
Las Ducson fueron muy populares competiciones de velocidad en cilindrada pequeña durante los 60, consiguiendo toda clase de éxitos. Entre los principales pilotos que las llevaron destacaron Pere Auradell, quien consiguió muchos podios, Ricard Fargas, el valenciano César Gracia y Ramón Torras, quien antes de fichar por Bultaco correría con Ducson ganando muchas veces a rivales que pilotaban motocicletas de mayor cilindrada. Solo corrió un par de carreras el bueno de Ramón Torras y no acabandola por caídas.
Los hermanos Solá fabricaron muchos prototipos especialmente para las carreras, haciéndoles competir en Grandes Premios importantes como era el de Barcelona disputado en el circuito de Montjuic. También el británico Bill Ivy pilotaría una Ducson en el Gran Premio celebrado en Brands Hatch, quedando segundo en la categoría de 50cc a una velocidad promedio de 105,44 km/h.
Como anécdota, el múltiple campeón del mundo de motociclismo Ángel Nieto utilizaría una Ducson para desplazarse de Madrid a Barcelona a principios de los 60, con la intención de encontrar trabajo en alguna fábrica de motocicletas. Finalmente, terminó en Derbi, marca con la que triunfaría como piloto pocos años después.

## Tecnología
A pesar de sus limitados medios, los hermanos Solá consiguieron unos motores de gran fiabilidad y espectaculares prestaciones. Sus motores eran casi irrompibles, llegando al límite de resistencia de los materiales utilizados, en gran medida fabricados también por ellos mismos.
Los pistones eran A.L.B. de forja mecanizados por ICSA, los segmentos eran de fabricación propia y los motores eran derivados del DEM italiano, muy mejorados. Estos motores eran modificados artesanalmente y se les instalaban más velocidades (ocho e incluso más), más aleteado de cilindro y culata, tubos de escape inicialmente rectos para probarlos en el banco de pruebas y que, una vez optimizados, se curvaban para montarlos en la moto.
El banco de pruebas que utilizaban era también de fabricación propia, con un brazo de palanca de un metro que actuaba sobre un peso de cocina y con una dinamo a la cual se le aplicaba carga.
Los carburadores que montaban eran los Zhen de 18 mm, que era el más elemental y barato del mercado y solamente se utilizaban en los modelos económicos de Bultaco y de otras marcas, pero los hermanos Solá los mejoraban especialmente en la toma de aire.  Eran tan perfectos que de cara a las carreras de Valencia le enviaban a César Gracia dos motos (que cambiaban cada tres carreras), sin tocar la carburación.
Otras innovaciones en las Ducson fueron experimentos con el cambio de marchas, combinando el selector del manillar y el de pie (con lo cual consiguieron ajustar más los desarrollos sobre la marcha), o el freno delantero basado en el de las bicicletas pero muy sobredimensionado, tan efectivo que incluso Honda lo adoptó después.